# Storthocalyx sordidus
Storthocalyx sordidus är en kinesträdsväxtart som beskrevs av Ludwig Radlkofer. Storthocalyx sordidus ingår i släktet Storthocalyx och familjen kinesträdsväxter. Inga underarter finns listade i Catalogue of Life.